# Саммит НАТО в Лиссабоне (2010)

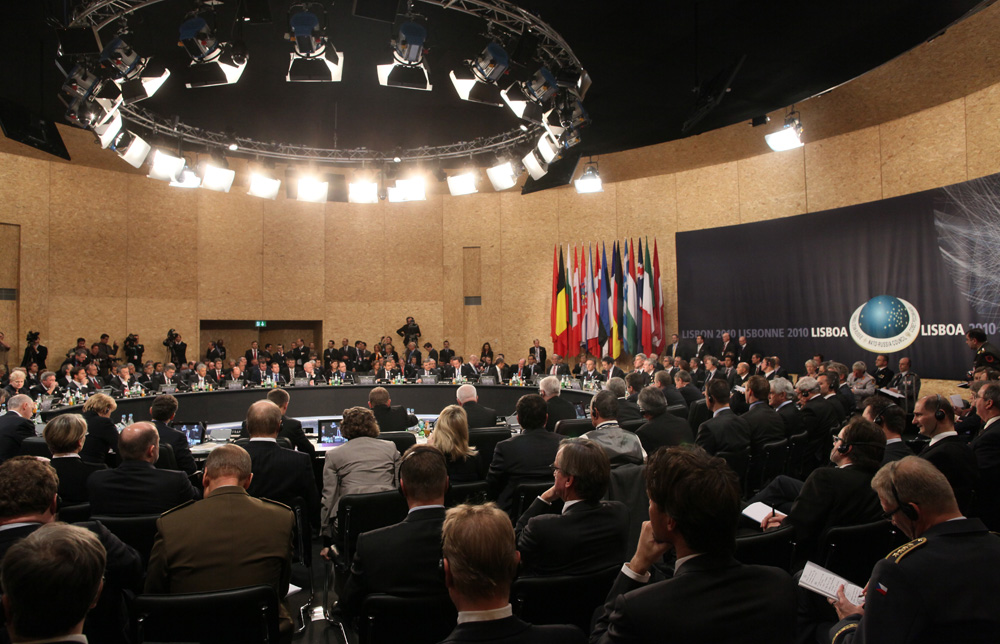
Участники саммита в Лиссабоне 2010 года.

Лиссабонский саммит НАТО 2010 года, или 22-й саммит НАТО, — саммит НАТО, который прошёл 19—20 ноября 2010 года в Лиссабоне, Португалия. Кроме членов НАТО в нём также приняли участие государства-участники миссии Международных сил содействия безопасности (англ. International Security Assistance Force, ISAF) в Афганистане, а также другие приглашённые гости.
Одной из главных задач саммита стало принятие новой стратегической концепции Североатлантического альянса, которая стала логическим продолжением предыдущей, принятой в 1999 году на Вашингтонском саммите, и определила цели НАТО на следующее десятилетие. Дополнительно в процессе саммита были рассмотрены вопросы и приняты решения относительно времени продолжительности и характера миссии ISAF, структурной реформы Североатлантического альянса, характера системы противоракетной обороны НАТО, противодействия терроризму и кибератакам, а также сотрудничества с партнёрами за пределами Альянса. Впервые после российско-грузинского конфликта участие в саммите принял президент Российской Федерации Дмитрий Медведев, что ознаменовало восстановление сотрудничества между НАТО и Россией. Президент Украины Виктор Янукович от участия в саммите отказался.
Против проведения Лиссабонского саммита протестовали представители левых организаций, антиглобалистов, пацифистов и профсоюзов. Демонстрации протеста проходили мирно.

## Повестка дня саммита

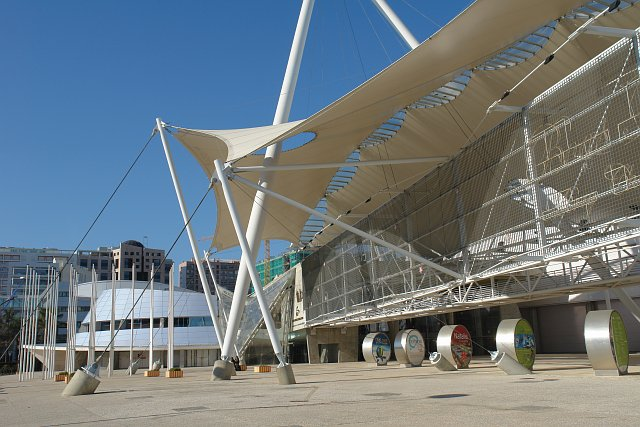
Вход в здание Feira Internacional de Lisboa.

К важнейшим вопросам, обсуждавшимся на саммите в Лиссабоне, относились:
- принятие новой концепции стратегии Североатлантического альянса;
- принятия решения по вопросу совместной противоракетной обороны;
- обсуждение взаимоотношений по направлению НАТО-Россия;
- определение роли НАТО в операциях и военных миссиях, в частности, операции в Афганистане (ISAF);
- определение роли НАТО в противодействии международному терроризму.

Генеральный секретарь НАТО Андерс Фог Расмуссен накануне саммита выразил убеждение, что решения, принятые во время его проведения, сделают НАТО «эффективной организацией» (инвестиции в улучшение возможностей противоракетной обороны, киберзащиты и логистические возможности, сокращение структуры командного персонала на 4000 человек), "более открытой "(расширение сотрудничества с партнёрами со всего мира, как с государствами, так и с другими организациями). Гарантией этих изменений должно было стать принятие на саммите новой стратегической концепции Североатлантического альянса.
Саммит НАТО проходил два дня — с 19 по 20 ноября 2010 года в выставочно-конференционном центре (порт. Feira Internacional de Lisboa, FIL) Парка Народов (порт. Parque das Nações) в северо-восточной части Лиссабона.
Саммит начался 19 ноября 2010 года приветствием делегаций стран-членов Североатлантического альянса. Первым пунктом повестки дня стала встреча Североатлантического совета на уровне глав государств и правительств. Сначала состоялось торжественное открытие, которое проходило с участием средств массовой информации и во время которого состоялись выступления Генерального секретаря НАТО, председателя Совета Европейского Союза и представителей португальских властей как принимающей страны. Также почтили членов военного персонала НАТО за их вклад в операции Альянса. Впоследствии прошла рабочая сессия Североатлантического совета, после чего — официальная фотосессия глав государств. На сессии была принята новая стратегическая концепция НАТО.
Вечером 19 ноября 2010 года представители делегаций приняли участие в рабочих встречах на трёх уровнях:
- рабочем ужине Североатлантического Совета с участием глав государств и правительств под председательством Генерального секретаря НАТО Андерса Фога Расмуссена и президента Португалии Анибала Каваку Силвы;
- неофициальном рабочем ужине на уровне министров иностранных дел государств-членов Североатлантического альянса и Верховного представителя ЕС по вопросам иностранных дел и политики безопасности под председательством заместителя Генерального секретаря НАТО;
- неофициальном рабочем ужине на уровне министров обороны государств-членов под председательством министра обороны Португалии[4].

На следующий день, 20 ноября 2010 года, состоялась встреча глав государств и правительств стран-членов НАТО и стран-участников миссии ISAF в Афганистане при участии президента этой страны Хамида Карзая, Генерального секретаря Организации Объединённых Наций Пан Ги Муна, президента Совета Европейского Союза, председателя Европейской комиссии Жозе Мануэля Баррозу и президента Всемирного банка Роберта Зеллика. Впоследствии прошло заседание Североатлантического совета на уровне глав государств и правительств с участием Председателя Совета Европейского союза, которое закончилось принятием «Декларации саммита в Лиссабоне». Наконец, состоялась встреча Совета Россия-НАТО с участием глав государств и правительств, в том числе, в частности, президента России Дмитрия Медведева.

## Участники саммита

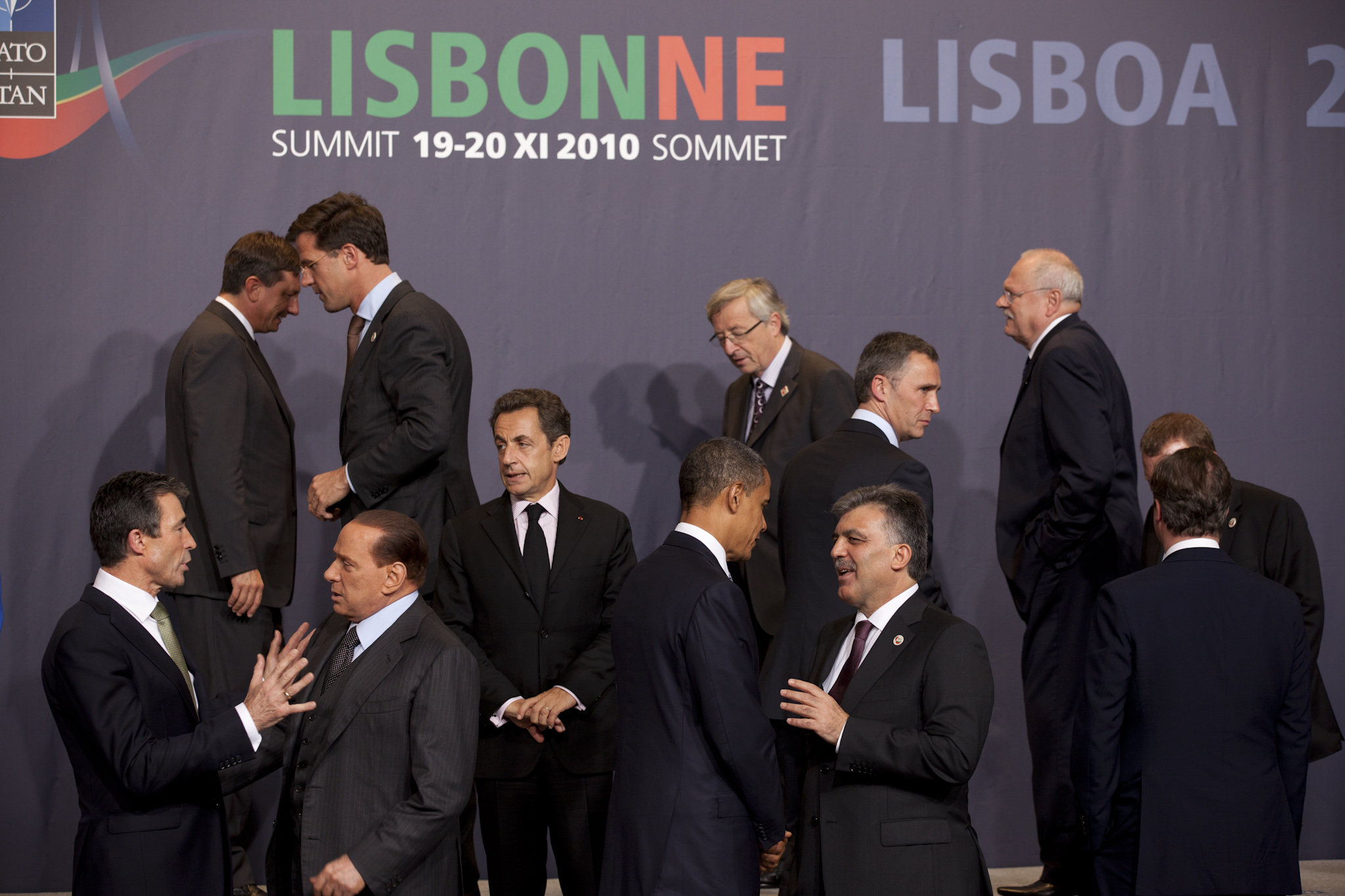
Участники саммита.

Участниками 22-го саммита НАТО стали делегации всех 28 стран-членов Североатлантического альянса, а также представители других приглашённых государств и организаций.

### Руководители стран-членов НАТО
| - Албания — президент Бамир Топи, премьер-министр Сали Бериша - Бельгия — премьер-министр Ив Летерм - Болгария — президент Георгий Пырванов - Великобритания — премьер-министр Дэвид Камерон - Греция — премьер-министр Георгиос Папандреу - Дания — премьер-министр Ларс Лекке Расмуссен - Эстония — премьер-министр Андрус Ансип - Исландия — премьер-министр Йоханна Сигурдардоттир - Испания — премьер-министр Хосе Луис Родригес Сапатеро - Италия — премьер-министр Сильвио Берлускони - Канада— премьер-министр Стивен Гарпер - Латвия — президент Валдис Затлерс - Литва — президент Даля Грибаускайте, премьер-министр Андрюс Кубилюс - Люксембург — премьер-министр Жан-Клод Юнкер - Нидерланды — премьер-министр Марк Рютте | - Германия — канцлер Ангела Меркель - Норвегия — премьер-министр Йенс Столтенберг - Польша — президент Бронислав Коморовский - Португалия — президент Анибал Каваку Силва, премьер-министр Жозе Сократеш - Румыния — президент Траян Бесеску - Словакия — президент Иван Гашпарович, премьер-министр Ивета Радичова - Словения — премьер-министр Борут Пахор - США — президент Барак Обама - Турция — президент Абдулла Гюль, премьер-министр Реджеп Таип Эрдоган - Венгрия — премьер-министр Виктор Орбан - Франция — президент Николя Саркози - Хорватия — президент Иво Йосипович, премьер-министр Ядранка Косор - Чехия — президент Вацлав Клаус, премьер-министр Пётр Нечас |

### Руководители приглашённых делегаций
| - Австралия — премьер-министр Джулия Хиллард - Австрия — президент Хайнц Фишер - Азербайджан — президент Ильхам Алиев - Афганистан — президент Хамид Карзай - Босния и Герцеговина — член президиума Боснии и Герцеговины от сербской общины Небойша Радманович - Армения — президент Серж Саргсян - Грузия — президент Михаил Саакашвили - Ирландия — президент Мери Макелис, премьер-министр Брайан Ковен - Иордания — премьер-министр Самир ар-Рифаи (младший) - Казахстан — президент Нурсултан Назарбаев - Северная Македония — президент Георге Иванов - Малайзия — премьер-министр Наджиб Разак - Монголия — президент Цахиагийн Элбегдорж | - Новая Зеландия — министр иностранных дел Мюрей Маккулли - ОАЭ — министр иностранных дел - Республика Корея — президент Ли Мён Бак, премьер-министр Ким Хвансик - Россия — президент Дмитрий Медведев - Сингапур — премьер-министр Ли Сянь Лун - Украина — министр иностранных дел Константин Грищенко - Финляндия — президент Тара Галонен - Швеция — премьер-министр Фредрик Райнфельдт - ООН — Генеральный секретарь Организации Объединённых Наций Пан Ги Мун - Европа — Глава Европарламента Герман Ван Ромпей, президент Еврокомиссии Жозе Мануэль Баррозу - президент Всемирного банка Роберт Зеллик |

## Новая стратегическая концепция альянса

### Разработка концепции

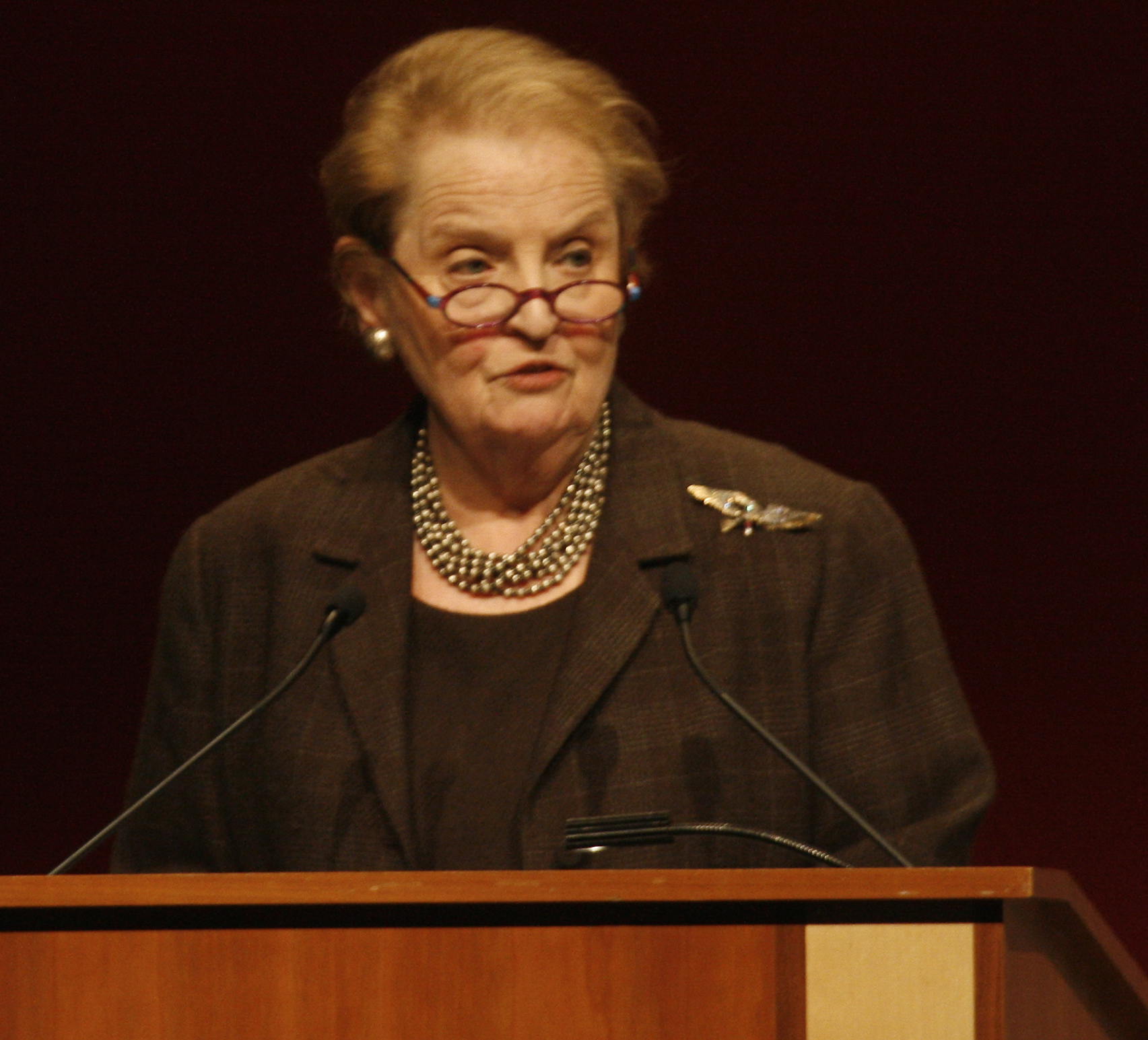
Мадлен Олбрайт, руководитель экспертной группы.

На саммите Североатлантического альянса в 2009 году главы государств и правительств поручили Генеральному секретарю НАТО провести работу по разработке новой Стратегической концепции. Предыдущая стратегическая концепция Альянса была принята ещё в Вашингтонском саммите в 1999 году, то есть до трагических событий 11 сентября 2001 года. Для выполнения этого поручения Андерс Фог Расмуссен назначил группу экспертов, состоящую из 12 членов во главе с экс-госсекретарём США Мадлен Олбрайт, задачей которой было подготовить рекомендации по содержанию документа. Группа начала работу 5 сентября 2009 года.
Процесс подготовки стратегической концепции НАТО состоял из трёх этапов. На первом этапе содержание документа обсуждалось на специально организованных семинарах. На следующем, консультационном этапе эксперты проводили консультации с представителями государств-членов Североатлантического альянса. Группа экспертов также проводила периодические встречи с Генеральным секретарём НАТО, а в декабре 2009 года доложила о результатах проведённой работы на заседании министров иностранных дел НАТО в Брюсселе. Наконец, 17 мая 2010 года группа представила свой анализ и рекомендации на рассмотрение Генерального секретаря НАТО. Опираясь на них, Андерс Фог Расмуссен разработал свой собственный доклад об основных принципах новой концепции, который передал для консультации государствам-членам Североатлантического альянса. Осенью 2010 года был подготовлен предварительный проект концепции, который он обсудил с постоянными представителями государств-членов НАТО. После этого разработанный документ был представлен на саммите в Лиссабоне и 19 ноября 2010 года был принят членами Альянса. Полное название принятого документа — «Активное участие, современная оборона. Концепция стратегической обороны и безопасности членов Организации Североатлантического договора, принятая главами государств и правительств в Лиссабоне».

### Основные принципы концепции
Новая стратегическая концепция основной целью Североатлантического альянса определяла гарантирование свободы и безопасности всех своих членов путём использования политических и военных средств. НАТО, согласно ей, представляется как важнейший источник стабильности в непредсказуемом мире и описывается как «уникальное сообщество ценностей, связанных с принципами свободы личности, демократии, прав человека и верховенства закона». Организация признала главную роль и ответственность Совета Безопасности ООН за соблюдением международного мира и безопасности. Также была отмечена важная роль трансатлантических связей между государствами-членами Альянса.
Тремя главными задачами НАТО были определены:
- коллективная оборона — обязательства оказания помощи членам в случае нападения в соответствии со статьёй 5 Вашингтонского договора, подчёркивание роли сдерживания и защиты от угрозы агрессии;
- антикризисное управление — использование соответствующих политических и военных инструментов для оказания помощи в борьбе с возникающими кризисами и разрешения продолжающихся конфликтов, которые могут повлиять на безопасность Североатлантического альянса, и для поддержки усилий по укреплению стабильности в постконфликтных ситуациях;
- кооперативная безопасность — меры по укреплению международной безопасности, в том числе партнёрство с соответствующими странами и другими международными организациями, внесение вклада в контроль над вооружениями, нераспространение оружия и разоружения, сохраняя при этом принцип открытых дверей в НАТО для всех европейских демократий, которые соответствуют стандартам Североатлантического альянса[12][13].

Стратегическая концепция вновь определила угрозы безопасности для Альянса, к которым причислила: угрозу вооружённого нападения, в частности, распространения баллистических снарядов; распространение ядерного оружия и другого оружия массового поражения, а также средств его доставки; терроризм; отсутствие стабильности или конфликт вне рубежей НАТО; кибератаки; нестабильность транспортных коридоров, на которых базируется международная торговля и энергетическая безопасность (в частности, зависимость от зарубежных поставщиков энергоресурсов); технологические угрозы (в том числе развитие лазерного оружия, радиоэлектронная борьба, а также технологии, которые сдерживают доступ в космическое пространство); ограничения в области окружающей среды и запасов (в частности, угрозы здоровью людей, изменения климата, нехватки воды и растущие энергетические потребности).
Стратегическая концепция 2010 года впервые определила политику партнерства — безопасность в сотрудничестве — как одну из трёх ключевых сфер, наряду с коллективной обороной и управлением кризисами, в деятельности, развитии и трансформации Альянса.

### Защита и сдерживание

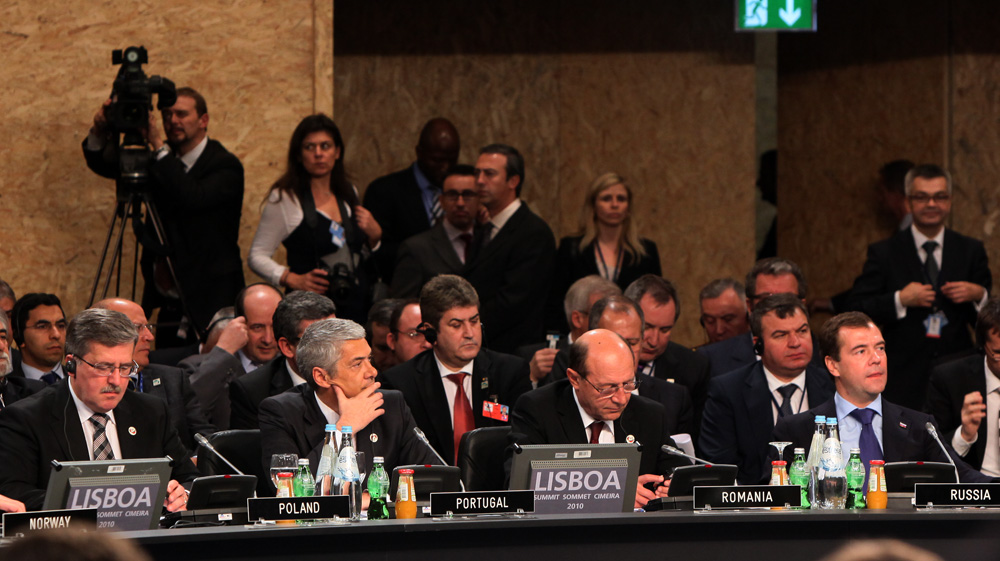
Главы государств и правительств во время проведения саммита.

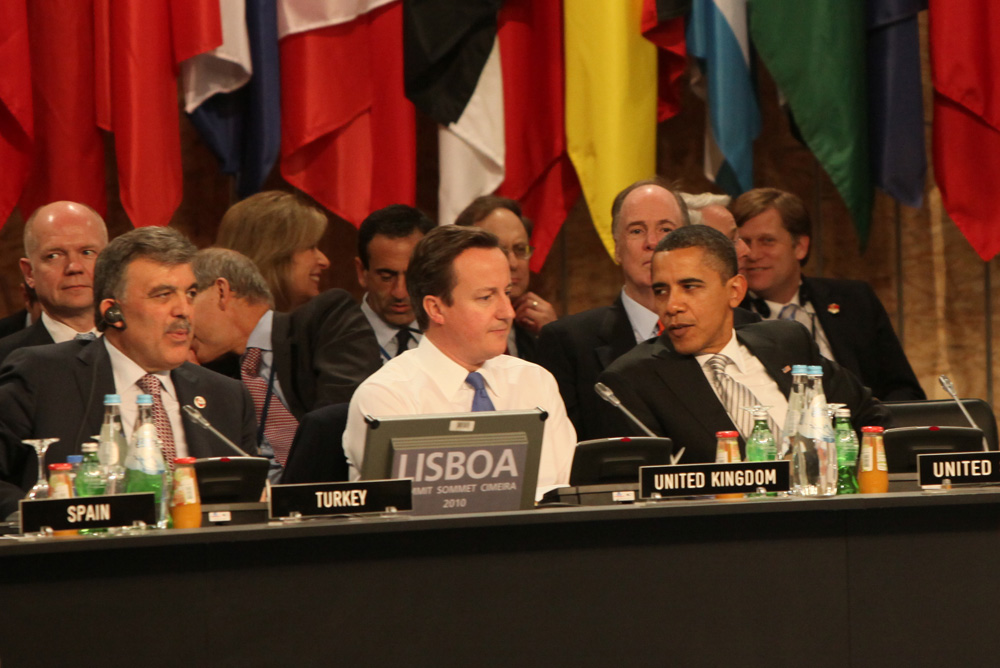
Главы государств-членов НАТО.

В области обороны и сдерживания была подтверждена ответственность Альянса за защиту и оборону своих членов в соответствии со статьёй 5 Вашингтонского договора. Было подчеркнуто, что ни одну из стран, не являющихся членом Североатлантического альянса, нельзя считать врагом. Сдерживание определяется как оптимальное сочетание ядерных и обычных возможностей НАТО, а главной гарантией безопасности признаются ядерные силы Альянса. Страны-члены в целях обеспечения обороны и сдерживания обязаны принять конкретные меры, в частности:
- соблюдение оптимального сочетания обычных и ядерных сил;
- сохранение способности одновременно проводить крупные объединённые операции и несколько мелких операций коллективной обороны и реагирования на кризис;
- проведение совместных учений, тренировок и обмен информацией;
- обеспечения возможно более широкого участия союзников в коллективном планировании оборонных мероприятий;
- развитие как ключевого элемента коллективной обороны способности защиты собственного населения и территорий от баллистических ракет, выражая при этом готовность сотрудничать с Россией и другими странами-партнёрами в области противоракетной обороны;
- развитие способности НАТО защищаться от угрозы использования оружия массового поражения;
- развитие способности к предупреждению, обнаружению и защите от кибератак и возможности восстановления данных после них;
- укрепление потенциала в области обнаружения и защиты от международного терроризма;
- развитие потенциала и способности внести свой вклад в обеспечение энергетической безопасности, в том числе по защите критической инфраструктуры энергетики, путей сообщения и транзитных коммуникаций;
- поддержание необходимого уровня расходов на оборону[12][13].

### Антикризисное управление
В концепции антикризисного управления НАТО как основы для его действий было принято предположение, что кризисы и конфликты за пределами Альянса могут представлять прямую угрозу безопасности населению и территории Североатлантического альянса. По этой причине было решено в ситуациях, когда возникает такая возможность и необходимость, предотвращать кризисные ситуации, контролировать их, стабилизировать постконфликтные ситуации и поддерживать процессы восстановления.
С целью эффективного управления кризисными ситуациями было задекларировано применение всеобъемлющего политического, гражданского и военного подхода. Было провозглашено активное сотрудничество с другими международными организациями. Отметив, что лучшим способом управления конфликтами является их предотвращение, было решено также продолжать мониторинг и анализ международной обстановки в этом контексте и проводить активные шаги для предотвращения развития небольших кризисных ситуаций в более широкомасштабные конфликты. В случае неэффективности таких мероприятий была задекларирована готовность и способность блока управлять затянувшимися конфликтами благодаря своим уникальным возможностям в этой сфере, в частности, возможности разворачивать и содержать военные силы в конфликтном регионе. Одновременно было заявлено о готовности и способности участвовать в стабилизации и восстановлении мира после прекращения конфликта в тесном сотрудничестве и консультациях, по мере возможности, с другими соответствующими международными субъектами.
В целях обеспечения эффективности антикризисного управления НАТО обязалось осуществить следующие шаги:
- укрепить разведывательное сотрудничество в рамках Североатлантического альянса, для того чтобы лучше прогнозировать возможность возникновения конфликтов и предотвращать их появление;
- продолжить развитие доктрины и военного потенциала в области операций за пределами Альянса;
- создавать соответствующие, пусть и небольшие, гражданские возможности для урегулирования кризисов с целью эффективного взаимодействия с гражданскими партнёрами;
- укреплять комплексное гражданско-военное планирование;
- осуществлять обучение и развитие потенциала местных сил в кризисных зонах для обеспечения того, чтобы местные органы власти имели возможность поддерживать безопасность самостоятельно, без международной поддержки;
- назначать и готовить гражданских специалистов из стран-членов НАТО для их быстрого развёртывания в отдельных миссиях, способных взаимодействовать с военнослужащими и гражданскими партнёрами и организациями;
- расширять и интенсифицировать политические консультации между союзниками, а также с другими партнёрами — как на регулярной и постоянной основе, так и по желанию, для того чтобы находить соответствующие решения на всех этапах кризисов[12][13].

### Международная безопасность
С точки зрения международной безопасности была подчёркнута важность контроля над вооружениями, разоружения и нераспространения оружия. С этой целью НАТО заявило о своей готовности построить мир без ядерного оружия в соответствии с целями Договора о нераспространении ядерного оружия. В этой связи были отмечены такие текущие усилия в этом направлении, как уменьшение количества ядерного оружия, размещённого в Европе, и важность ядерного оружия в стратегии НАТО. Выражая готовность к дальнейшему сокращению, НАТО одновременно высказало необходимость стремиться получить согласие России по увеличению прозрачности её ядерных вооружений на европейском континенте и их перемещение на более дальнее расстояние от территории государств-членов. В области обычных вооружений НАТО выразило готовность принять меры для того, чтобы усилить свой контроль над ними в Европе на основе взаимности, прозрачности и согласия государств-хозяев.
НАТО подчеркнуло важность диалога и сотрудничества с партнёрами. Был повторен принцип «открытых дверей» для всех европейских демократий, которые соответствуют трём условиям: разделяют ценности Альянса; готовы и способны взять на себя ответственность и обязательства, связанные с членством; гарантируют, что их включение может способствовать общей безопасности и стабильности. Было подчёркнуто, что расширение числа участников этого пакта помогает повысить безопасность его членов.
В стратегической концепции была подчёркнута важность и задекларировано углубление сотрудничества с ООН, в том числе путём укрепления связи между штаб-квартирами обеих организаций, более регулярного диалога и укрепления сотрудничества в области антикризисного реагирования. С точки зрения отношений с Европейским Союзом НАТО признало важность европейской обороны, сильной и с большими возможностями. Документ предусматривает, что сотрудничество между этими двумя организациями играет взаимодополняющую и укрепляющую роль в содействии международному миру и безопасности.
Сотрудничество с Россией признано имеющим стратегическое значение и способствующим созданию общего пространства мира, стабильности и безопасности. НАТО подчеркнуло, что Альянс не представляет угрозы для России. В двусторонних отношениях НАТО обязалось укреплять политические консультации и сотрудничество в областях, представляющих взаимный интерес, включая противоракетную оборону, борьбу с терроризмом, незаконным оборотом наркотиков и пиратством, и поощрение международной безопасности, а также использовать весь потенциал сотрудничества Россия-НАТО для диалога и совместных действий.
НАТО подчеркнуло важность и выразило готовность развивать сотрудничество с зарубежными партнёрами в рамках Совета евроатлантического партнёрства, Восточного партнёрства, комиссии НАТО — Украина, комиссии НАТО — Грузия, Средиземноморского диалога, Стамбульской инициативы сотрудничества и задекларировало направления к облегчению евроатлантической интеграции Западных Балкан.
Наконец, члены Альянса обязались принимать меры, чтобы использовать свои финансовые, военные и людские ресурсы наиболее эффективным и действенным способом.

## Отношения НАТО — Афганистан

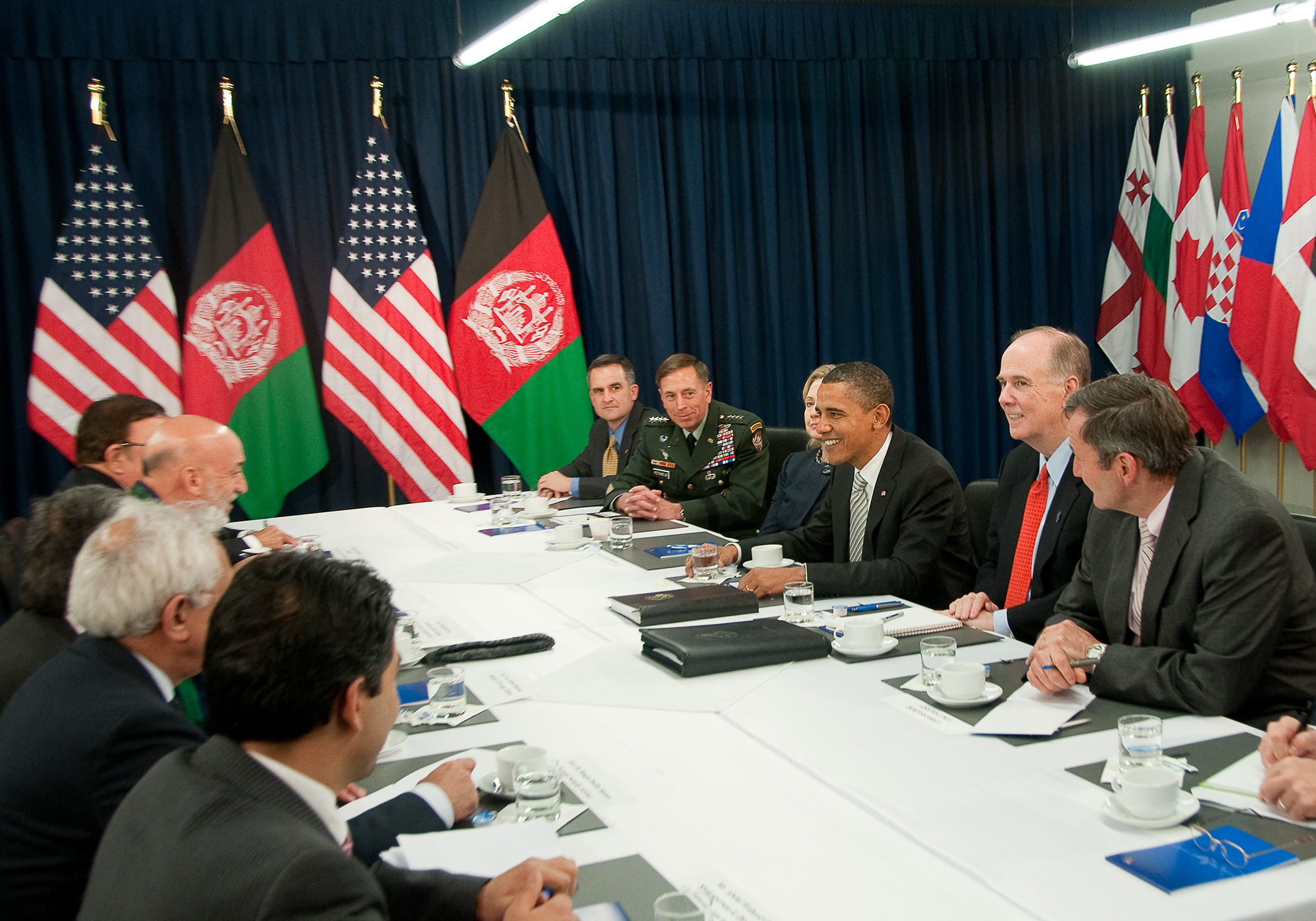
Президент Афганистана Хамид Карзай во время переговоров с президентом США Бараком Обамой.

Второй день саммита в Лиссабоне начался со встречи глав государств и правительств 48 стран, участвующих в миссии ISAF, с президентом Афганистана Хамидом Карзаем. Во встрече также приняли участие другие приглашённые гости, в частности, генеральный секретарь ООН Пан Ги Мун и представители Европейского союза, Всемирного банка и Японии. В ходе встречи было принято два документа. Первый из них, «Декларация Организации Североатлантического договора и Правительства Исламской Республики Афганистан по устойчивому партнёрству», установил долгосрочные партнёрские отношения и сотрудничество между сторонами, которые выходят за рамки мандата миссии ISAF.
«Декларация глав государств и правительств стран-участников Международных сил содействия безопасности (ISAF) в Афганистане» ссылалась на ситуацию в стране и в предстоящей операции. Государства коалиции объявили о начале нового этапа миссии, призванной передать полную ответственность за безопасность афганским властям. Был объявлен старт этого процесса в начале 2011 года, в зависимости от оценки и принятия решения НАТО. Предполагалось, что это будет зависеть от потенциала и возможностей афганских вооружённых сил. Завершение планировалось к концу 2014 года.
Государства коалиции подчеркнули увеличение численности состава миссии в Афганистане до 130 тысяч солдат. Её основная цель была определена как обеспечение мира и безопасности в стране в сотрудничестве с афганскими национальными вооружёнными силами, а также укрепление их силы, вооружения и способностей, так чтобы к концу 2011 года они могли достичь численности 300000 солдат. Члены ISAF поддержали программу примирения и реинтеграции в общественные процессы тех из боевиков, которые отказались от насилия, прекратили контакты с террористическими группами и признали афганскую конституцию.
Участники встречи признали парламентские выборы в Афганистане в сентябре 2010 года в качестве важного шага в развитии демократии в стране и призвали афганское правительство осуществить реформы избирательной системы и принять меры по борьбе с коррупцией, производством и оборотом наркотиков, укреплению верховенства закона и экономического развития. Также они высказались за развитие регионального сотрудничества как фактора для обеспечения длительной стабильности в регионе.

## Другие решения и декларации саммита
20 ноября 2010 года главы государств и правительств НАТО приняли «Декларацию саммита в Лиссабоне», представляющую собой итоговый результат всех решений, обязательств и деклараций, принятых на саммите. Кроме того, в декларации также были освещены вопросы, которые не нашли отражения в других принятых официальных документах.

### Структурная реформа и противоракетная оборона
НАТО обнародовали пакет реформ, включавший реформы структуры командования Североатлантического альянса и его учреждений, реформы управления и реформы по сокращению количества мест расположения организации. Реформа основывала уменьшение числа структур военного командования с 11 до 7 и ведомств с 14 до 3, а также соответствующее уменьшение их персонала минимум на треть (минимально 5000 должностей). Решение о точном местонахождении командования должно было быть принято на основе рекомендаций Генерального секретаря Североатлантического альянса до июня 2011 года. НАТО приняло решение сократить число своих агентств. Детальный план в этом вопросе должен был быть составлен также до июня 2011 года. Реформа структур была разработана для повышения эффективности и действенности Альянса и уменьшения стоимости его функционирования.
Государства-члены Североатлантического альянса решили развивать потенциал противоракетной обороны, которая защищает всё их собственное население и все вооруженные силы и территории в Европе против угроз, вызванных распространением баллистических ракет. Члены блока постановили включить часть американской системы ПРО (англ. United States European Phased Adaptive Approach) в планирование системы противоракетной обороны НАТО. В целях реализации этих планов в Североатлантическом совете до марта 2011 года проводились консультации, а затем до июня 2011 года проходила проработки проекта. НАТО выразило свою готовность сотрудничать с Россией по системам ПРО на основе взаимности, прозрачности и двустороннего доверия.
Для того чтобы охватить все органы и учреждения Североатлантического альянса централизованной защитой от киберпреступности, члены Альянса обязались достичь полной оперативной готовности с помощью NATO Computer Incident Response Capability (NCIRC) до конца 2012 года.

### Миссии НАТО за его пределами
Лиссабонский саммит НАТО поздравил 143 000 военнослужащих, которые на момент саммита участвовали в текущих миротворческих миссиях, а также ветеранов таких миссий. Также было высказано уважение жертвам боевых действий и раненым во время миротворческих операций. В дополнение к вопросам, связанным с миссией ISAF в Афганистане, которое было признано приоритетным в бегущей деятельности Североатлантического альянса, НАТО повторно подтвердило свои обязательства по обеспечению стабильности и безопасности в Балканском регионе. Была указана важную роль KFOR в поддержании стабильной, мирной и многоэтнической ситуации в Косово, подчеркивая в связи с этим, однако, растущую ответственность местных вооружённых сил и полиции Косово; также было объявлено о дальнейшем сокращении присутствия своих войск в этом регионе.
Был подчёркнут вклад Североатлантического альянса в дело мира и безопасности в мире в рамках текущих миссий: операции «Активные усилия» в Средиземном море, операции «Океанский щит» у берегов Восточной Африки, миссии НАТО по подготовке местных вооружённых сил и полиции в Ираке и материально-технического обеспечение миссии Африканского Союза в Сомали.

## Сотрудничество Североатлантического альянса за пределами НАТО

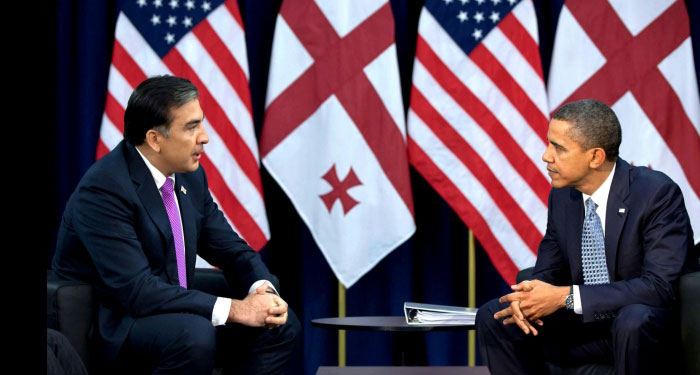
Президент Грузии Михаил Саакашвили с президентом США Бараком Обамой.

В сфере отношений с международным сообществом главы государств и правительств стран-членов НАТО подчеркнули значение и задекларировали развитие сотрудничества с Организацией Объединённых Наций, Европейским Союзом и Организацией по безопасности и сотрудничеству в Европе (ОБСЕ).
Ссылаясь на принцип «открытых дверей», Североатлантический альянс подтвердил соглашение о приглашении бывшей югославской Республики Македонии в НАТО после скорейшего урегулирования конфликта с Грецией по вопросу официального названия страны. Альянс приветствовал прогресс, достигнутый Черногорией на пути к евроатлантической интеграции, и её активное участие в рамках Плана действий по членству в НАТО (ПДЧ). Выражена поддержка стремлений Боснии и Герцеговины к членству в Североатлантическом альянсе. Было подтверждено принятое в апреле 2010 года решение о принятии Боснии и Герцеговины в ПДЧ после осуществления условия, что вся недвижимость сектора безопасности и обороны, необходимая в будущем для обеспечения безопасности страны, будет находиться в государственной собственности. Была высока оценена организация всеобщих выборов в Боснии и Герцеговине в 2010 году, а также прогресс этой страны на пути реформ, предложена поддержка НАТО в этом процессе.
НАТО положительно восприняло расширение сотрудничества с Сербией. Была повторно высказана открытость для дальнейших евроатлантических устремлений страны, в том числе партнёрства с Альянсом. Одновременно Сербию настойчиво пригласили продолжать сотрудничать с Международным уголовным трибуналом по бывшей Югославии. Кроме того, НАТО настоятельно призвало Сербию и Косово проводить совместные переговоры под эгидой Европейского Союза.
Североатлантический альянс также заявил о своей готовности развивать партнёрские отношения с Грузией, в том числе продолжать политический диалог и практическое сотрудничество в рамках комиссии НАТО-Грузия и Ежегодной национальной программы. НАТО подтвердило решение Бухарестского саммита 2008 года о гарантиях евроатлантических перспектив Грузии и призвало власти к реализации соответствующих реформ избирательного законодательства, судебной системы и оборонного сектора экономики. Было положительно воспринято открытие в Грузии Бюро по связям НАТО и высоко оценён вклад страны в миссии НАТО, в миссию ISAF. Североатлантический альянс ещё раз выразил свою поддержку территориальной целостности Грузии в пределах её международно признанных границ и призвал Россию отозвать своё международное признание независимости Абхазии и Южной Осетии, а также выполнять свои обязательства по отношению к Грузии, принятые в рамках переговоров с ЕС, проходивших 12 августа и 8 сентября 2008 года (вывод российских войск в довоенной линии противостояния).
Североатлантический альянс признал стабильную и демократическую Украину важным фактором евроатлантической безопасности. Было объявлено о его готовности сотрудничать в рамках комиссии НАТО-Украина и помочь в осуществлении внутренних реформ. Уважая право Украины определять свою собственную политику безопасности, в частности, выбор «внеблокового» статуса, НАТО ещё раз подтвердило принцип «открытых дверей» в отношении возможного вступления Украины в Альянс.
Альянс также выразил поддержку территориальной целостности, независимости и суверенитета Армении, Азербайджана и Молдовы, а также готовность участвовать в мирном урегулировании конфликтов, затрагивающих их границы.

## Лиссабонский саммит НАТО и отношения с Россией и Украиной

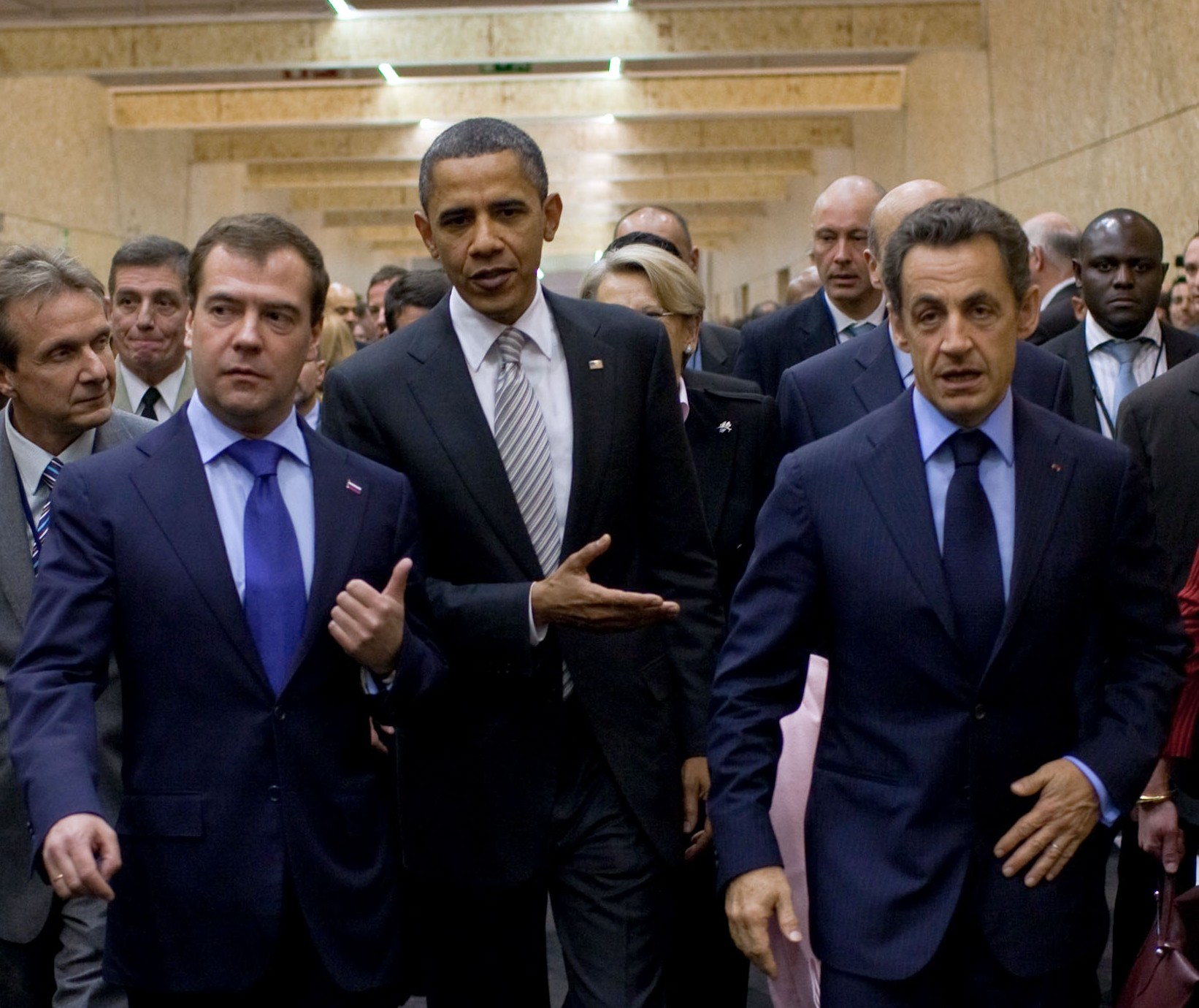
Президент России Дмитрий Медведев, президент США Барак Обама и президент Франции Николя Саркози во время саммита в Лиссабоне.

Лиссабонский саммит НАТО отметил возобновление тесного сотрудничества Альянса с Россией после охлаждения отношений из-за российско-грузинского конфликта в августе 2008 года. Новая стратегическая концепция НАТО, принятая в Лиссабоне, предусматривала широкое привлечение России к решению вопросов безопасности. Российская сторона и представители Североатлантического альянса согласились, что без России невозможно построить стабильную архитектуру европейской безопасности. НАТО рассматривало широкий спектр направлений сближения, включая союзнические отношения и даже идею вступления России в Альянс.
В октябре 2010 года Генеральный секретарь НАТО Андерс Фог Расмуссен заявил, что на Лиссабонском саммите будет присутствовать президент России Дмитрий Медведев. Медведев согласился посетить саммит после встречи с президентом Франции Николя Саркози и канцлером Германии Ангелой Меркель. На тот момент отношения между Россией и НАТО были достаточно напряжёнными ввиду последствий войны 2008 года в Грузии, в ходе которой Российская Федерация оказала вооружённую поддержку Южной Осетии и Абхазии, отделившимся от Грузии, и впоследствии признала их.
На саммите Альянса был дан старт переформатированию Совета Россия-НАТО (СРН). По новому замыслу именно эта структура должна была стать площадкой для дальнейшей координации и согласования совместных действий во всех сферах сотрудничества. Заседание СРН произошло 20 ноября 2010 года, в завершение саммита в Лиссабоне. В заседании принял участие президент России Дмитрий Медведев. Это была третья встреча Совета в своей истории.
В общей итоговом заявлении Совета Россия — НАТО отмечено: «Все мы согласны с тем, что на благо государств-членов Совета Россия — НАТО — дальновидная и транспарентная политика, нацеленная на укрепление безопасности и стабильности на евроатлантическом пространстве, в том числе через привлечение существующих институтов и инструментов».
В совместном заявлении участники также пообещали предпринять шаги «в направлении достижения действительно стратегического и современного партнёрства, основанного на взаимном доверии, привязанности и предсказуемости в целях создания единого пространства мира, безопасности и стабильности в евроатлантическом регионе». Подчеркнута важность Совета в качестве политического форума для сотрудничества. Объявлена готовность работать вместе над контролем над вооружениями, разоружением и нераспространением оружия, а также создать основу для мира, свободного от ядерного оружия.
Среди основных положений Совета были поддержаны «Общие угрозы безопасности XXI века», заявление с изложением общих ключевых угроз безопасности и способов борьбы с ними. Страны также обязались сотрудничать в области разработки систем противоракетной обороны. Стороны договорились подготовить совместный доклад об угрозе баллистических ракет.
Было задекларировано более тесное сотрудничество между НАТО и Российской Федерацией в целях стабилизации ситуации в Афганистане. Россия заявила о своей готовности к транзиту через её территорию материалов нелетального действия для последующего их использования силами ISAF. Стороны также договорились о создании специального фонда для оснащения афганской армии дополнительными вертолётами Ми-17.
Дополнительно было принято обязательство по расширению проекта учений по борьбе с незаконным оборотом наркотиков, в котором приняли участие страны Центральной Азии, Афганистана и Пакистана. Было объявлено о дальнейшем сотрудничестве в борьбе с терроризмом и пиратством. Российская Федерация также выразила готовность поддержать операцию «Активные усилия» в Средиземном море.
В начале ноября 2010 года Генеральный секретарь НАТО Андерс Фог Расмуссен заявил, что Североатлантический альянс приглашает к участию в строительстве европейской системы противоракетной обороны не только Россию, но и Украину. Тогда же Расмуссен сообщил, что пригласил президента Украины Виктора Януковича принять участие в саммите НАТО в Лиссабоне. Тогда же Расмуссен подтвердил готовность НАТО принять Украину в свои ряды в случае соответствующего решения Киева. В то же время генсек подчеркнул, что в Альянсе с уважением относится к решению Украины не присоединяться к НАТО. Делегацию Украины на заседание, посвящённое обсуждению операции НАТО в Афганистане, которое происходило в рамках Лиссабонского саммита, возглавил министр иностранных дел Украины Константин Грищенко.

## Охрана саммита, меры безопасности и протесты
Португальские власти на время саммита организовали одну крупнейших операций по обеспечению безопасности в истории. В Лиссабоне было развёрнуто около 7000 полицейских, которые охраняли порядок и безопасность для порядка 5000 участников саммита. 16 ноября 2010 года Португалия приостановила действие Шенгенского соглашения и восстановила на своей территории действие пограничного контроля. Запрет на въезд в страну получили любые лица, которые могли создать потенциальную угрозу безопасности. В связи с укреплением пограничного контроля были задержаны десятки людей, в основном нелегальные иммигранты и лица, перевозившие наркотики или острые предметы (например, ножи). Почти вдвое были уменьшены перевозки через столичный лиссабонский аэропорт «Портела». Некоторые из самолётов были перенаправлены в аэропорты городов Порту и Фару.
В дни, предшествовавшие саммиту, в Лиссабоне прошли мирные акции протеста антиглобалистов, во время которых не было зафиксировано никакого насилия. Крупнейшие акции протеста состоялась 20 ноября 2010 года, когда по улицам столицы прошли, по данным из разных источников, от десяти до тридцати тысяч человек. Манифестация прошла под лозунгом «Мир — да, НАТО — нет» и была организована международным комитетом «Нет войне, нет НАТО». В ней приняли участие члены левых и коммунистических партий, пацифистских и экологических организаций и профсоюзов. Протест носил мирный характер. Полиция также арестовала около 40 участников протеста, которые провели демонстрацию возле Парка Наций, где вели переговоры лидеры государств.